# Chun Mei Tan
Chun Mei Tan (* 18. Juni 1961 in Amsterdam) ist eine in Deutschland lebende Schauspielerin und Mezzosopranistin.

## Werdegang
Chun Mei Tan absolvierte nach einem Studium der Soziologie und Informatik an der Rheinischen Friedrich-Wilhelms-Universität Bonn ihre Schauspielausbildung an der Universität Mozarteum in Salzburg. Seit Mitte der 1980er Jahre spielt sie in deutschen und niederländischen Produktionen für Film, Fernsehen und Hörfunk. So wirkte sie in Serienformaten wie Der Alte, Tatort, Marie Brand und in Kinofilmen wie Mein erstes Wunder. Für die ZDF-Gerichtsshow Streit um drei war sie Casting-Assistentin. Sie bedient die Stimmlage Mezzosopran.
2007 gründete sie Goldbaum-Management, eine Berliner Management- und Coaching-Agentur für Schauspielerinnen und Schauspieler, deren Inhaberin sie bis heute ist. Seit 1978 lebt Chun Mei Tan in Deutschland.
Mit ihrem Partner, dem deutsch-niederländischen Schriftsteller und Autor Gerrit Confurius, hat sie u. a. die Kinder Lucas und Henriette Confurius.

## Filmografie (Auswahl)
- 1985: Der Alte
- 1986: Tatort: Tod auf Eis
- 1994: Mesmer
- 2002: Mein erstes Wunder
- 2004: Alienne im Glück
- 2008: Marie Brand und die tödliche Gier
- 2009:	Ohne Papiere – Kacak
- 2009: Taub/Stumm
- 2019: All In
- 2019: Das Schwarze Haus
- 2021: Sweet Disaster
- 2022:	Das bleibt unter uns
- 2023: Wolfswinkel

## Hörspiele (Auswahl)
- 1996: Karl Günther Hufnagel: Das Stammländer-Quartett (Moderatorin) – Regie: Peter Groeger (Original-Hörspiel – SFB)